# Divertículo de Meckel
Divertículo de Meckel é uma pequena protuberância (bolsa) de poucos centímetros no intestino delgado presente ao nascimento. É possivelmente o defeito congênito mais comum, não causando problemas na maioria das pessoas.

## Causas
É parte de um canal digestivo fetal que não foi reabsorvido adequadamente durante as semanas 5 e 8 de gestação. Está presente desde o nascimento, ou seja, a causa é congênita. Essa bolsa pode ser formada de tecido gástrico, pancreático ou intestinal.

## Sintomas

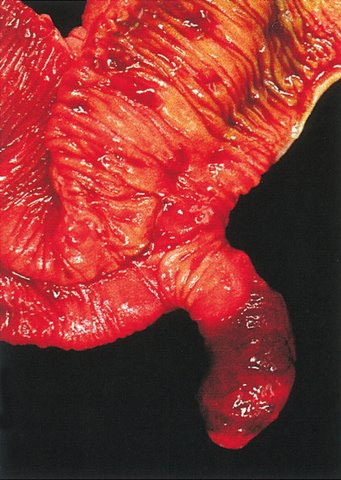
Divertículo de Meckel visto em uma cirurgia.

Na maioria das vezes não causam sintomas. Se os sintomas ocorrem, eles tipicamente aparecem antes dos dois anos de idade. O sintoma mais comuns é o sangramento retal indolor, identificado nas fezes (que podem ser escuras ou avermelhadas). Outros sintomas incluem obstrução intestinal, náuseas, vôlvulo e intussuscepção.
Durante a vida o risco do divertículo de Meckel causar sintomas é de:
- Hemorragia: 20–30%
- Obstrução intestinal: 20–25%
- Diverticulite(inflamação): 10–20%
- Anomalias umbilicais: 10%
- Transformação benigna: 2%
- Transformação maligna: menos de 1%

Geralmente a transformação para tumor é benigna, para um tumor de músculo liso (leiomioma). Raramente se transforma em um tumor carcinoide ou leiomiossarcoma. 

## Diagnóstico
Pode-se suspeitar de sua existência por exame das fezes, verificando sangue oculto. O diagnóstico é confirmado através de cintilografia ou gamagrafia com tecnécio ou com tomografia computadorizada.

## Epidemiologia
Cerca de 2 a 3% da população geral tem divertículos (bolsas) intestinais, mas mais de 95% não são diagnosticados por causar poucos ou nenhum sintoma (assintomáticos). São 3 a 4 vezes mais comum em homens. Quando causa problemas, os primeiros sintomas normalmente aparecem antes dos 4 anos. 

## Tratamento
Quando há sangramento ou infecção persistente o tratamento é cirúrgico, consistindo na remoção da porção afetada do intestino e costurar as partes saudáveis. Como há 10% de complicações (formação de abscessos, mais sangramento ou êmbolos) o tratamento cirúrgico deve ser a última opção.